# ور اواس
وِر اواس (به انگلیسی: Wear OS) (با نام اختصاری Wear که در گذشته با نام اندروید پوشیدنی / Android Wear شناخته می‌شد) نسخه‌ای از سیستم‌عامل اندروید گوگل است که برای ساعت‌های هوشمند و سایر گجت‌های پوشیدنی طراحی شده‌است. با همگام شدن با تلفن‌های همراه دارای نسخه اندروید ۶٫۰ به بالا، یا آی‌اواس نسخه ۱۰٫۰ به بالا با پشتیبانی محدود از برنامه همگام‌سازی گوگل، ور اواس فناوری دستیار گوگل و اعلانات تلفن همراه را در یک فرم ساعت ساعت هوشمند ادغام می‌کند.
ور اواس از اتصال بلوتوث، وای-فای، ۳جی و ال‌تی‌ئی و مجموعه‌ای از ویژگی‌ها و برنامه‌ها پشتیبانی می‌کند. استایل‌های صفحه ساعت شامل گرد، مربع و مستطیل است. شرکای تولید سخت‌افزار شامل ایسوس، برودکام، فسیل، اچ‌تی‌سی، اینتل، ال‌جی، مدیاتک، ایمجینیشن تکنولوجیز، موتورولا، نیو بالانس، کوالکام، سامسونگ، هواوی، اسکاژن، پولار، تگ هویر، سوئنتو و… هستند.
در شش ماه اول در دسترس بودن، کانالیس تخمین می‌زند که بیش از ۷۲۰٬۰۰۰ ساعت هوشمند با سیستم‌عامل اندروید پوشیدنی به بازار عرضه شده‌است. تا تاریخ ۱۵ مارس ۲۰۱۸، ور اواس بین ۱۰ تا ۵۰ میلیون نصب برنامه داشته‌است. ور اواس در سال ۲۰۱۵، ده درصد از بازار ساعت‌های هوشمند جهان را تصاجب کرده بود.

## سابقه و سازگاری

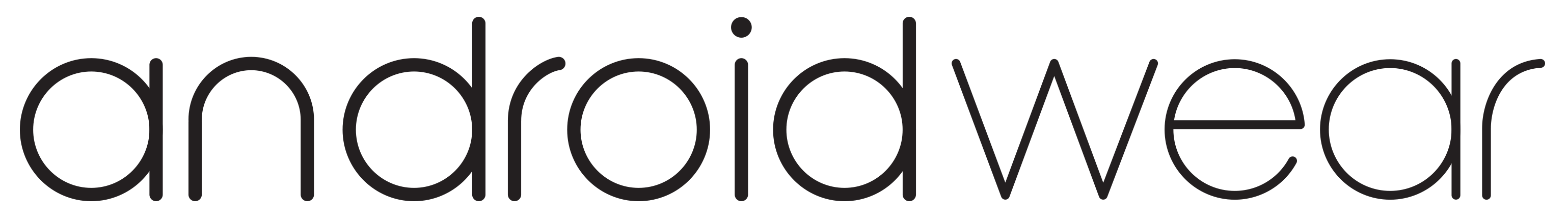
لوگوی اندروید پوشیدنی (Android Wear)، نام قبلی این سیستم‌عامل

این پلتفرم در ۱۸ مارس ۲۰۱۴ همراه با انتشار پیش نمایش توسعه دهنده اعلام شد. در همان زمان، شرکت‌هایی مانند موتورولا، سامسونگ، ال‌جی، اچ‌تی‌سی و ایسوس به عنوان شریک اعلام شدند. در ۲۵ ژوئن ۲۰۱۴، در گوگل آی/او، سامسونگ گیر لایو و LG G Watch به همراه جزئیات بیشتر در مورد Android Wear راه اندازی شد. LG G Watch اولین ساعت هوشمند اندروید پوشیدنی است که عرضه و روانه بازار می‌شود. موتو۳۶۰ موتورولا در ۵ دسپتامبر ۲۰۱۴ عرضه شد.
در ۱۰ دسامبر ۲۰۱۴، یک به روزرسانی آغاز شد و ویژگی‌های جدیدی از جمله API صفحه ساعت را اضافه کرد و نرم‌افزار را بر اساس اندروید ۵٫۰ (آبنبات چوبی) تغییر داد.
LG G Watch و سامسونگ گیر لایو حمل و نقل خود را در ژوئیه ۲۰۱۴ و موتورولا Moto 360 در سپتامبر ۲۰۱۴ آغاز کردند. دسته بعدی دستگاه‌های Android Wear، که در پایان سال ۲۰۱۴ وارد شدند، شامل Asus ZenWatch , Sony SmartWatch 3، و LG G Watch R بودند. تا تاریخ مارس ۲۰۱۵، آخرین دستگاه‌های Wear OS LG Watch Urbane , و Huawei Watch هستند. 
در ۳۱ اوت ۲۰۱۵، گوگل برنامه ور اواس را برای آی‌اواس نسخه ۸٫۲ یا جدیدتر راه اندازی کرد، و اجازه می‌دهد پشتیبانی محدودی برای دریافت اعلانات آی‌اواس در ساعت‌های هوشمند دارای ور اواس انجام شود. تا تاریخ سپتامبر ۲۰۱۵، فقط LG Watch Urbane و Huawei Watch پشتیبانی می‌شوند، اما گوگل از مدل‌های ساعت‌های هوشمند بیشتری پشتیبانی می‌کند.
در مارس ۲۰۱۸، اندروید پوشیدنی (Android Wear) به ور اواس(Wear OS) تغییر نام داد. عنوان شد که تغییر نام «بهتر نشان دهنده فناوری، بینایی ما و مهمتر از همه - افرادی است که ساعت ما را می‌پوشند». در سپتامبر ۲۰۱۸، گوگل Wear OS 2.0 را اعلام کرد، که فید شخصی شده گوگل (جایگزین گوگل نو) و پلتفرم جدید ردیابی تناسب اندام گوگل فیت را از صفحه ساعت در دسترس قرار داد و منطقه اعلان را دوباره طراحی کرد تا از صفحه پیمایش به جای صفحات و پشتیبانی استفاده کند. پاسخ‌های هوشمند تولید شده به صورت خودکار (مانند اندروید پای). در نوامبر ۲۰۱۸، سیستم‌عامل ور اواس به نسخه اندروید پای ارتقا یافت.
در ژانویه ۲۰۲۱، گوگل خرید شرکت پوشیدنی فیت‌بیت را تکمیل کرد. ریک استرلو، رئیس بخش سخت‌افزار گوگل پس از اعلام این خرید در نوامبر ۲۰۱۹ اظهار داشت که «فرصتی برای سرمایه‌گذاری بیشتر در ور اواس و همچنین معرفی دستگاه‌های پوشیدنی ساخته شده توسط گوگل به بازار خواهد بود.»

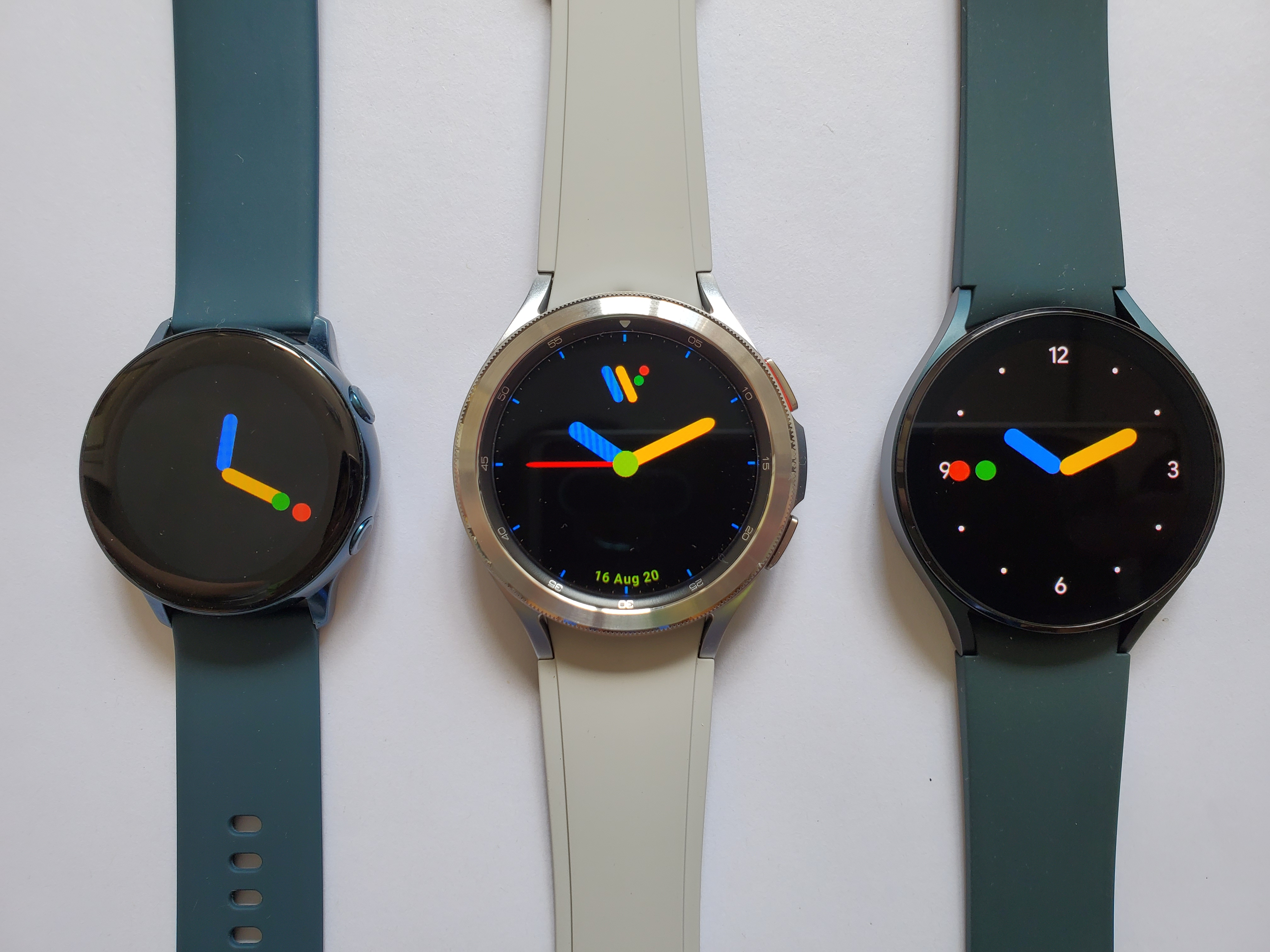
ور اواس طراحی شده توسط سامسونگ

در ماه مه ۲۰۲۱ در کنفرانس گوگل آی‌او، شرکت گوگل بروزرسانی بزرگی را برای این پلتفرم اعلام کرد که به عنوان ور اواس ۳٫۰ شناخته می‌شود. این دستگاه دارای یک طراحی بصری جدید با الهام از اندروید ۱۲ و ویژگی‌های اندازه‌گیری تمرین فیت‌بیت است. گوگل همچنین از همکاری با سامسونگ خبر داد که با گوگل همکاری می‌کند تا پلتفرم ساعت‌های هوشمند خود را بر اساس تایزن با ور اواس متحد کند و متعهد شده‌است که از ور اواس در محصولات ساعت‌های هوشمند آینده خود استفاده کند. پایگاه کد اصلی نیز به اندروید ۱۱ ارتقا یافت. ور اواس ۳٫۰ برای دستگاه‌های ور اواس که از سیستم کوالکام اسپندراگون ور ۴۱۰۰ روی تراشه استفاده می‌کنند در دسترس خواهد بود و یک ارتقا انتخابی است که برای نصب نیاز به تنظیم مجدد کارخانه دارد.

## امکانات

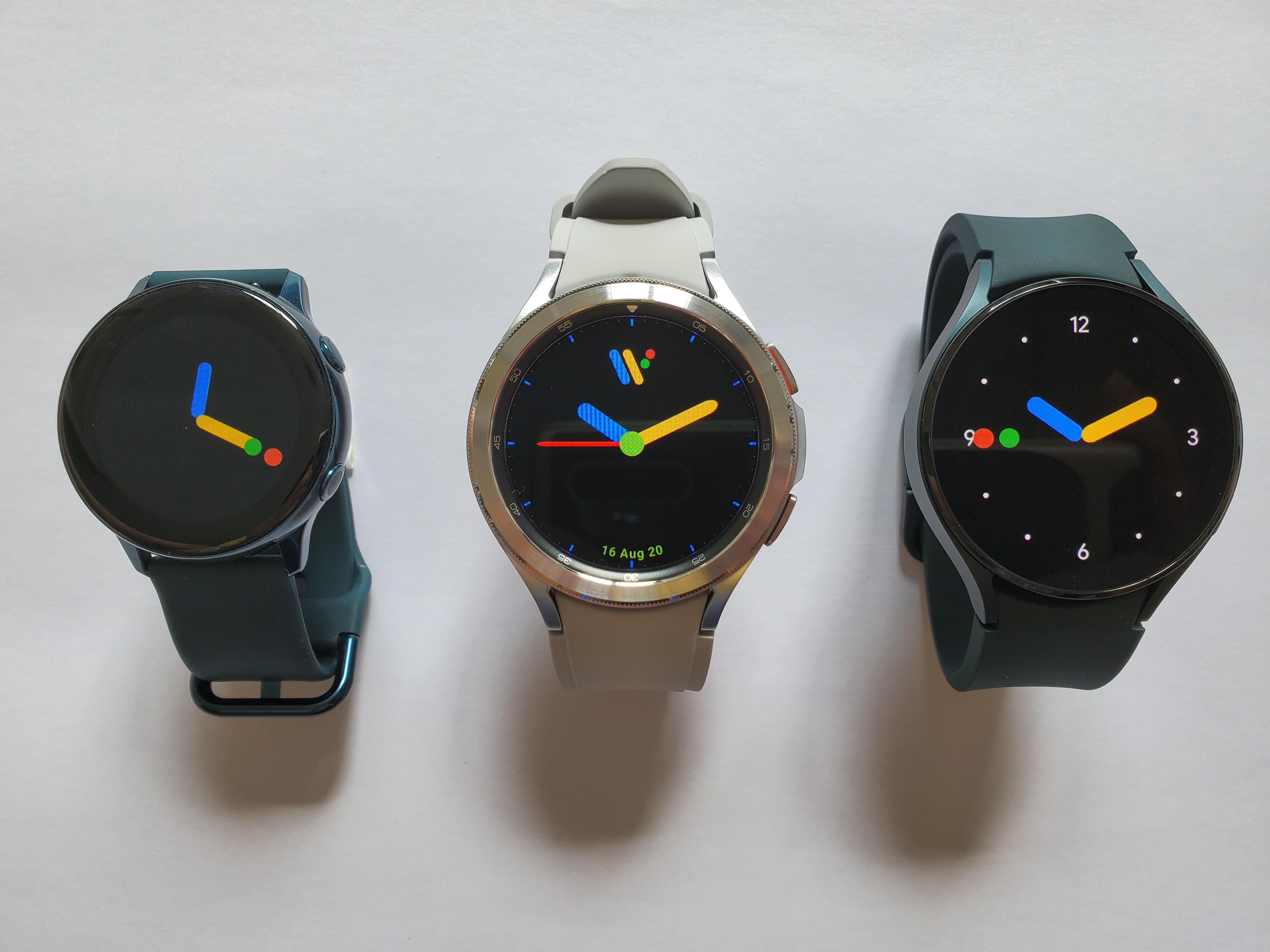
ور اواس طراحی شده توسط سامسونگ

ور اواس می‌تواند اعلان‌ها را از یک دستگاه همگام‌سازی شده دریافت کند و از کنترل صوتی با کلیدواژه «اوکی گوگل» به همراه ورودی مبتنی بر حرکت پشتیبانی می‌کند. ور اواس با سرویس‌های گوگل مانند دستیار گوگل و خدمات همراه گوگل (از جمله جی‌میل، گوگل مپس و گوگل پلی) و همچنین برنامه‌های ساعت شخص ثالث از فروشگاه گوگل پلی همگام می‌شود. از نمای ساعت، کاربر می‌تواند برای دسترسی به اعلانات خود به بالا، برای دسترسی به پنل تنظیمات سریع، از چپ برای مشاهده فید شخصی شده خود در گوگل و راست برای مشاهده گوگل فیت، صفحه را به سمت بالا بکشد. ور اواس از طریق گوگل فیت و برنامه‌های مشابه، سواری و دویدن را اندازه‌گیری می‌کند و دستگاه‌های حاوی سنسور ضربان قلب می‌توانند در صورت درخواست یا در فواصل زمانی در طول روز چک کردن را انجام دهند. این ساعت می‌تواند رسانه‌ای را که در دستگاه‌های همگام شده پخش می‌شود کنترل کند.

## تاریخچه نسخه‌ها

### اندروید پوشیدنی (Android Wear)
| نسخه اندروید پوشیدنی    | نسخه اندروید | زمان انتشار | امکانات جدید | یادداشت‌ها                                                                                           |
| ----------------------- | ------------ | ----------- | --- | --------------------------------------------------------------------------------------------------- |
| 4.4W1                   | ۴٫۴          | ژوئن ۲۰۱۴   | - انتشار اولیه | معرفی در کنفرانس گوگل آی/او ۲۰۱۴                                                                    |
| 4.4W2                   | ۴٫۴          | اکتبر ۲۰۱۴  | - Offline music playback over Bluetooth - Watch GPS support (for watches with built-in GPS) - رابط کاربری جدید برای کنترل موسیقی | |
| 1.0 (5.0.1W)            | ۵٫۰٫۱        | دسامبر ۲۰۱۴ | - Official watch face API - Sunlight mode (brightness boost) - حالت تئاتر - Settings shade from top - Battery stats in Android Wear app - Recently used actions added to the top in drawer - Ability to undo dismissed notification                                                                                                  | This version changed the numbering scheme to be independent from the underlying Android OS version. |
| 1.1 (5.1.1W1)           | ۵٫۱٫۱        | مه ۲۰۱۵     | - Wi-Fi support (for watches with built-in Wi-Fi) - Drawable Emojis (as response to messages) - Heads up notifications - قفل صفحه پترنی - امکان تغییر سایز فونت - Add swipe left from watch face to access app drawer - Always on apps - جسجرهای مچ بیشتر                                                                            | |
| 1.3 (5.1.1W2)           | ۵٫۱٫۱        | اوت ۲۰۱۵    | - صفحات ساعت تعاملی - مترجم گوگل برای ابزارهای پوشیدنی | |
| 1.4 (6.0.1W1)           | ۶٫۰٫۱        | فوریه ۲۰۱۶  | - جسجرهای مچ بیشتر - Speaker support for watches with built-in speaker - ارسال پیام صوت به صورت مستقیم از ساعت | |
| 1.5 (6.0.1W2)           | ۶٫۰٫۱        | ژوئن ۲۰۱۶   | - Brought back restart watch option - Added Android security patch level to About screen | |
| 2.0 (7.1.1W1)           | ۷٫۱٫۱        | فوریه ۲۰۱۷  | - Revamped UI with Material Design, darker colors, and a more circular user interface for round watches. - Standalone apps with Google Play Store on watch - Complications for watch faces - صفحه کلید داخلی - Handwriting recognition - Stackable notifications - نوتیفیکیشن‌های هوشمندتر - Cellular Support                         | |
| 2.6 (7.1.1W2)           | ۷٫۱٫۱        | نوامبر ۲۰۱۷ | - Text size of notifications adapts to message length - ایندیکیتور دانلود جدید - New complication for launching previously-used app | |
| 2.6 (7.1.1W3, 8.0.0 W1) | ۸٫۰          | دسامبر ۲۰۱۷ | Brings Android 8.0 Oreo features to smartwatches - Notification vibration strength setting - Touch lock option for wet conditions - Support for 7 new countries/languages - کانال‌های نوتیفیکیشن - Battery saving background limits                                                                                                   | |
| 2.7 (7.1.1W4, 8.0.0 W2) | ۸٫۰          | دسامبر ۲۰۱۷ | - بهبود وزن فونت‌ها - Complications now work with Talkback - Text size of notifications adapts to message length - Swipe down in Quick Settings to see connection type (Wi-Fi, Bluetooth, or mobile) - Download progress notifications - Recent App complication - Better prevention of accidental side-swipe and long-press gestures | |
| 2.8 (7.1.1W5, 8.0.0W3)  | ۸٫۰          | ژانویه ۲۰۱۸ | - Improved notification glanceability with a new layout which shows more of the user's message at a glance - Darker background for better readability and less battery usage | |
| 2.9 (7.1.1W6, 8.0.0W4)  | ۸٫۰          | فوریه ۲۰۱۸  | - New notification preview complication which allows you to preview messages - Improved glanceability in notification cards with longer titles | |

### ور اواس
| نسخه ور اواس | نسخه اندروید    | زمان انتشار  | امکانات جدید | یادداشت‌ها                                             |
| ------------ | --------------- | ------------ | --- | ----------------------------------------------------- |
| ۱٫۰          | اندروید ۸ اوریو | مارس ۲۰۱۸    | - تغییر نام به وراواس - گسترش پشتیبانی از سرویس پرداخت گوگل در کشورهای بیشتر | Version number reset to "1.0". Wear OS App نسخه: ۲٫۱۰ |
| ۱٫۴          | اندروید ۸ اوریو | ژوئیه ۲۰۱۸   | - Faster Google Pay startup - More glanceable design for events and appointments - رفع اشکال همگام‌سازی منطقه زمان | Wear OS App نسخه: ۲٫۱۴                                |
| ۲٫۰          | اندروید ۸ اوریو | سپتامبر ۲۰۱۸ | - Swipe actions for faster access to Google Assistant and Google Fit - Google Assistant feed with proactive personalized information - New design for quick toggles and notifications stream - New music controls with physical button support - افزایش ضخامت فونت در لاندر | Wear OS App نسخه: ۲٫۱۸                                |
| ۲٫۲          | Android 9 H MR1 | نوامبر ۲۰۱۸  | New features for System version H MR1: - Brings Android 9.0 Pie features to smartwatches - Enables Battery Saver mode to only display the time once the battery falls below 10% - Improves restoring the state of previously used apps - Watches now enter a deep sleep mode after 30 minutes of inactivity - Holding down the power button now provides options for shutting down or restarting the watch | Wear OS App نسخه: ۲٫۲۰                                |
| ۲٫۶          | Android 9 H MR1 | مه ۲۰۱۹      | - Tiles functionality when swiping left, providing access to next calendar events, weather forecast, heart rate, news headlines and timer functionality. | Wear OS App نسخه: ۲٫۲۴                                |
| ۲٫۷          | Android 9 H MR1 | ژوئن ۲۰۱۹    | - رفع اشکال | Wear OS App نسخه: ۲٫۲۵                                |
| ۲٫۹          | Android 9 H MR1 | ژوئیه ۲۰۱۹   | - نوتیفیکیشن | Wear OS App نسخه: ۲٫۲۶                                |
| ۲٫۱۷         | Android 9 H MR1 | آوریل ۲۰۲۰   | - تایمر 'شستن دست‌ها' جدید برای مقابله با ویروس کرونا - رابط کاربری جدید برا گوگل فیت | Wear OS App نسخه: ۲٫۳۵                                |
| ۲٫۲۳         | Android 9 H MR2 | دسامبر ۲۰۲۰  | Changes in System H MR2: - CPU core improvements: app launch and boot time up to 20% faster - SysUI improvements: more intuitive controls for managing different watch modes and workouts - Increased performance with the Qualcomm Snapdragon Wear 4100 and 4100+ platforms - بهبود پشتیبانی از ال‌تی‌ای - Simplified pairing process - بهبود عمر باطر - Support for an increased numbers of Tiles - کاشی آب‌وهوای جدید - Ability to turn off Long Press Power Button to activate Google Assistant - Ability to set the screen off time limit - لانه روشنایی صفحه جدید - اپلیکیشن موزیک یوتیوب - Google Fit: Workouts & Breathe Tiles + New home screen & New Sleep features - Social share and challenge | Wear OS App نسخه: ۲٫۴۱                                |
| ۳٫۰          | اندروید ۱۱      | ۲۰۲۱         | Brings Android 11 features to smartwatches - طراحی جدید رابط کاربری - امکانات جدید - بهینه‌سازی‌های جدید Google & Fitbit partnership might bring advanced features: -Health features to Google Fit: - مدیریت استرس - Compatible ECG app - دمای پوست - SpO2 levels - اندازه‌گیری خواب - بیدار شدن -بهینه‌سازی‌های سخت‌افزاری: - Long battery life with bluetooth improvements (up to a week) -Social integration: - چالش‌های اجتماعی | Wear OS App نسخه: TBD                                 |

- اندروید
- اندروید اوتو
- اندروید تی‌وی
- آستروید
- واچ اواس
- عینک گوگل